# Faculté de théologie et d'étude des religions de l'UCLouvain
La Faculté de théologie et d’étude des religions (THER) de l’université catholique de Louvain (UCLouvain) est une composante académique destinée à l'enseignement et à la recherche en théologie et en sciences des religions. Fondée en 1969, à la suite de la scission linguistique de l’université de Louvain, elle perpétue une tradition théologique initiée dès 1432 par la création de la Faculté de théologie de l’ancienne université de Louvain.

## Histoire
En 1968, la division de l’université catholique de Louvain entre ses sections francophone et néerlandophone a conduit à la création de la Faculté de théologie et d’étude des religions sur le site de Louvain-la-Neuve. Elle prend ainsi la suite de l'ancienne faculté. Le transfert effectif s'est achevé en 1974, et la Faculté s'est installée dans le Collège Albert Descamps en 1981.
Depuis ses débuts, la Faculté combine une approche théologique critique des textes chrétiens et une réflexion interdisciplinaire en dialogue avec d'autres disciplines et traditions religieuses.
En 1983, la Faculté fusionne avec la Faculté de droit canonique, poursuivant ainsi une tradition d’intégration des sciences juridiques et théologiques amorcée dès le XVe siècle,.

## Enseignement et recherche
La Faculté propose des programmes de bachelier et de master en théologie, ainsi qu'un master en études bibliques et un master en sciences des religions. Ces formations s'inscrivent dans la réforme dite de Bologne, introduite dans les années 2000. Depuis 2009, la recherche en théologie et en sciences des religions est structurée au sein de l’Institut de recherche Religions, Spiritualités, Culture, Sociétés (RSCS).

## Héritage et rayonnement
La Faculté s'inscrit dans une tradition académique séculaire qui remonte à la fondation de la Faculté de théologie à Louvain en 1432 par le pape Eugène IV. Elle a accueilli des figures marquantes de la théologie, comme Gérard Philips, acteur majeur de la constitution conciliaire Lumen gentium, et continue de jouer un rôle actif dans le dialogue entre foi chrétienne, sciences humaines et autres traditions religieuses,.

## Dates clés
- 1432 : Fondation de la Faculté de théologie à Louvain par le pape Eugène IV.
- 1968 : Scission linguistique de l'université de Louvain.
- 1974 : Déménagement à Louvain-la-Neuve.
- 1981 : Installation au Collège Albert Descamps.
- 1983 : Fusion avec la Faculté de droit canonique.
- 2009 : Création de l’Institut RSCS.

## Parmi les professeurs de la faculté
- Adolphe Gesché
- Régis Burnet